# I Don't Wanna Live Forever
I Don't Wanna Live Forever è un singolo del cantante britannico Zayn e della cantante statunitense Taylor Swift, pubblicato il 9 dicembre 2016 come primo estratto dalla colonna sonora del film Cinquanta sfumature di nero.

## Descrizione
I testi e la composizione del brano sono basati su situazioni ritratte nel film. Dal punto di vista musicale invece I Don't Wanna Live Forever è una ballata elettro-R&B.

## Video musicale
Il video, diretto da Grant Singer, è stato reso disponibile il 27 gennaio 2017 in contemporanea sui canali YouTube ufficiali di Zayn, Taylor Swift e successivamente anche di Fifty Shades Darker.
Il video si apre con Zayn che esce dalla sua auto in una notte piovosa mentre i paparazzi scattano foto. Zayn entra in un albergo e comincia a cantare la sua parte, prima di incontrare Taylor Swift che parallelamente canta la sua parte dentro un'altra stanza.

## Successo commerciale
Nella Billboard Hot 100, ha debuttato alla sesta posizione, diventando la seconda top 10 di Zayn da solista e la ventesima di Taylor Swift, facendola diventare la sedicesima artista e la nona femminile a riuscirci. In questo lasso di tempo ha venduto 188 000 copie digitali, debuttando alla vetta della Digital Songs (la seconda numero uno per Zayn e l’undicesima per Taylor Swift, che era così diventata la seconda ad averne di più, insieme a Katy Perry, dietro Rihanna) ottenuto 3 milioni di riproduzioni streaming e accumulato un’audience radiofonica di 25 milioni di ascoltatori. Il singolo ha successivamente raggiunto un nuovo picco alla seconda posizione, bloccata da Shape of You di Ed Sheeran, diventando la seconda top 5 di Zayn da solista e l’undicesima per Taylor Swift.

## Tracce
1. I Don't Wanna Live Forever – 4:05 (Taylor Swift, Sam Dew, Jack Antonoff)

## Classifiche

### Classifiche settimanali
| Classifica (2017) | Posizione massima |
| ----------------- | ----------------- |
| Australia         | 3                 |
| Austria           | 2                 |
| Belgio (Fiandre)  | 7                 |
| Belgio (Vallonia) | 2                 |
| Canada            | 2                 |
| Danimarca         | 2                 |
| Finlandia         | 7                 |
| Francia           | 4                 |
| Germania          | 2                 |
| Irlanda           | 4                 |
| Italia            | 5                 |
| Libano            | 5                 |
| Lussemburgo       | 2                 |
| Norvegia          | 2                 |
| Nuova Zelanda     | 4                 |
| Paesi Bassi       | 6                 |
| Regno Unito       | 5                 |
| Spagna            | 1                 |
| Stati Uniti       | 2                 |
| Svezia            | 1                 |
| Svizzera          | 2                 |

### Classifiche di fine anno
| Classifica (2017) | Posizione |
| ----------------- | --------- |
| Brasile           | 63        |
| Islanda           | 17        |